# Château Labistoul
 (juin 2019).
 (mai 2023).
- Si vous ne connaissez pas le sujet, laissez ce bandeau (vous pouvez alors contacter les auteurs).
- Si vous supprimez le contenu mis en cause (vous pouvez préalablement contacter les auteurs),

argumentez précisément cette suppression dans la page de discussion
(un manque de référence n'est pas un argument ; une recherche réelle de référence doit avoir été effectuée, être formellement documentée).
Le château Labistoul est un château-fort du XIe siècle situé à Saint-Marcel Campes, dans le Tarn, en région Occitanie (France).

## Histoire
Construit au XIe siècle, le château Labistoul n'est à l'origine qu'une simple tour de guet, dont il tire son nom, La Vistour (transformé en Labistoul) signifiant tour de guet en occitan. L'édifice se situe à proximité d'Albi et de Cordes-sur-Ciel, sur une position stratégique, autant pour le commerce que pour la guerre, position que sa présence permet de contrôler. Au début du XIIIe siècle Il traverse ainsi la croisade contre les albigeois, même s'il n'y joue pas un rôle bien important. Une source locale affirme que Simon de Montfort, chef des croisés catholiques, y aurait possiblement passé une nuit, alors qu'il préparait l'assaut contre les fiefs cathares environnants[source insuffisante]. On trouve juste après cet événement une certaine famille de Lavistour propriétaire du château. Cette famille tient donc très possiblement son nom du lieu.
La bâtisse est rénovée, embellie et agrandie, devenant par la même occasion une demeure fortifiée et quelque peu plus agréable à vivre, au cours de ce même XIIIe siècle. Elle sert plus tard de métairie pour le vaste domaine agricole qui l'entoure, et passe de riche propriétaire terrien à éleveur fortuné. Aujourd'hui, le château est devenu un gîte.

## Architecture
Le château Labistoul est composé d'un grand corps de logis rectangulaire présentant trois étages, et comportant en son extrémité une tour polygonale à toits en poivrières, l'ensemble en bel appareil de pierre. Le domaine s'étend sur plus de 18 hectares, et possède quelques dépendances, dont une écurie. La cour d'honneur intérieure possède aussi une fontaine fantaisie. On peut aussi voir sur le domaine un étang, un potager ceint d'une antique muraille, un lavoir et une source d'eau, ainsi que les vestiges de la tour de guet originelle.